# یالا، تایلند
یالا (به تایلندی: ยะลา) یک سکونتگاه مسکونی در تایلند است که در استان یالا واقع شده‌است.

## خصوصیات
یالا ۱۹ کیلومترمربع مساحت و ۷۶٬۸۵۳ نفر جمعیت دارد.

## جستارهای وابسته

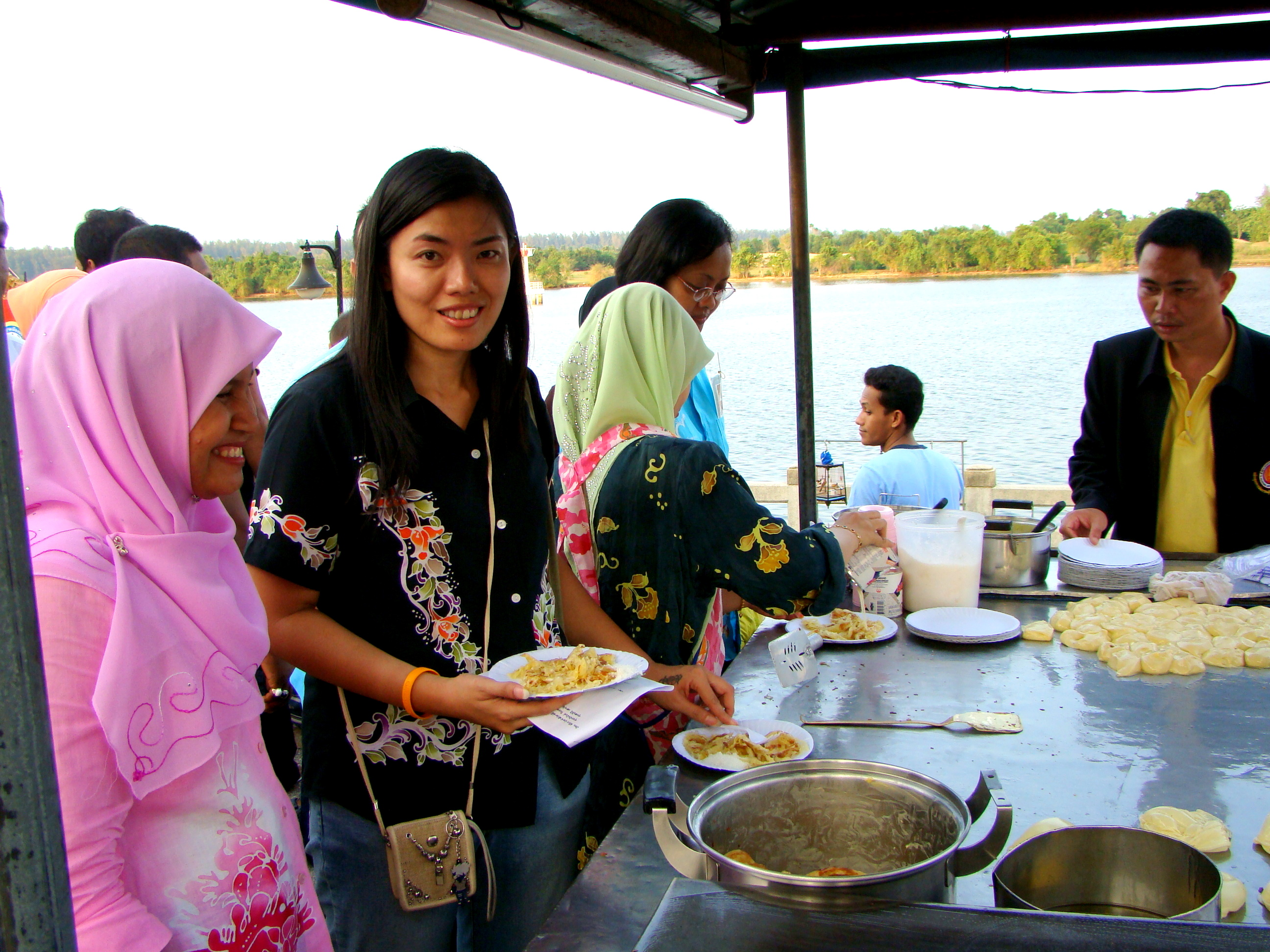